# Yingyong Yodbuangam
Yingyong Yodbuangam (tiếng Thái: ยิ่งยง ยอดบัวงาม; sinh ngày 25 tháng 12 năm 1962 tại huyện Khukhan, tỉnh Sisaket, Thái Lan) là một ca sĩ, nhạc sĩ nhạc Luk thung người Thái.

## Tiểu sử
Yingyong Yodbuangam Tên thật Prayong Buangam (ประยงค์ บัวงาม) là con trai của Ploy và Nai Buangam, sinh ngày 25 tháng 12 năm 1962. Lúc anh còn nhỏ, gia đình rất khó khăn về mặt kinh tế. Trong thời gian anh học tiểu học, anh đã phải giúp đỡ cha mẹ làm việc. Khi học xong tiểu học ông lấy một nhà sư.

### Sự nghiệp và sự nổi tiếng đầu tiên
Anh đi giúp Pamon cho một công việc trong Đài phát thanh của Bộ chỉ huy phòng thủ lãnh thổ. Sau khi anh ấy làm việc được 2 năm, Pamon vì vậy đã đưa bài hát cho anh ấy để thu âm bao gồm "Ai Num Lieang Kwai", "Rak Rak Rak". Sau khi bài hát thành công, Pamon đổi tên sân khấu cho anh ấy là Yingyong Yodbuangam Khi bài hát của anh ấy bắt đầu nổi tiếng Wachana kietdee vì vậy anh ấy đã hát trong Cafe hoạt động như Wachana rất bận rộn.
Kế tiếp, Sakhon Atanawichai đã nghe bài hát của mình, Sakhon giống như trong âm thanh của anh ấy, anh ấy thu âm album phòng thu "Ai Num Lieng Kwai", cùng với ban nhạc Lukthung được dán nhãn cho anh ấy. Sau đó, anh ấy đã thu âm và phát hành nhiều album phòng thu bao gồm "Wi Man Rak", "Ai Num Chao Ruea". Cho đến năm 1992, trong album phòng thu của mình "Ying Yong Ma Laew" Vì vậy, có một bài hát nổi tiếng và phổ biến nhất trong cuộc đời anh ấy là "Som Sri 1992" (สมศรี 1992), bởi sáng tác Wut Worakand. Sau đó, Wut đã lấy tiêu đề bài hát "Som Sri 1992" ở bên B của băng cassette nhỏ gọn, Bởi vì anh ấy không biết trong tương lai bài hát này được phổ biến nhất.
Hiện tại anh là một ca sĩ trong hãng thu âm Topline diamond

## Đời sống gia đình
Trong cuộc sống gia đình, anh ấy đã kết hôn với Yodsana Phumarae và có hai con bao gồm Pornsiri và Putthikrai Buangam .Sau đó, anh đã kết hôn lần hai với Mobthathip Buangam, có một cô con gái Simolmat Wichit.

## Danh sách đĩa nhạc
- Som Sri 1992 (สมศรี 1992)
- Ying Yong Ma Laew (ยิ่งยงมาแล้ว)
- Ai Num Lieng Kwai (ไอ้หนุ่มเลี้ยงควาย)
- Chang Thong Rong Hai (ช่างทองร้องไห้)
- Aok Hak Pro Rak Miea (อกหักเพราะรักเมีย)
- Pood Hai Roo Rueng Bang (พูดให้รู้เรื่องบ้าง)
- Num Surin Rak Sao Surat (หนุ่มสุรินทร์รักสาวสุราษฎร์)
- Pom Took Prak Pram (ผมถูกปรักปรำ)
- Kin Ya Pid Song (กินยาผิดซอง)
- Khoe Nguen Miea Pai Sia Kha Hong (ขอเงินเมียไปเสียค่าห้อง)
- Kan Truem Ska (กันตรึมสกา)
- Koei Nong Yeam Thee Bor Kor Sor (คอยน้องแย้มที่ บ.ข.ส)